# Nautische Kameradschaft
Eine Nautische Kameradschaft (NK!, auch: Nautische Verbindung (NV!) oder Nautischer Bund (NB!)) ist eine bestimmte Form von Studentenverbindungen an Seefahrtschulen und Fachhochschulen, die nautische Ausbildungsgänge anbieten. In ihnen sind Studenten dieser Ausbildungsgänge für Seeoffiziere sowie Nautiker mit Kapitänspatent zusammengeschlossen. 
Nautische Kameradschaften sind einige der wenigen heute noch existierenden Studentenverbindungen mit fachlicher Ausrichtung, wie es sie früher in größerer Zahl auch für Ingenieure und Bergingenieure, Pharmazeuten, Tierärzte sowie für Agrar- und Forstwissenschaftler gegeben hat. Deren spezielle (Fach-)Hochschulen sind im Laufe des 19. und 20. Jahrhunderts meist an Hochschulen mit breiterem Ausbildungsangebot angeschlossen worden, so dass die fachliche Ausrichtung der meisten Verbindungen heute nur noch historischen Charakter hat (siehe dazu: Studentische Forstverbindung (Forstwissenschaft), Naumburger Senioren-Convent (Agrarwissenschaft), Rudolstädter Senioren-Convent (Veterinärmedizin)).
Die fachliche Ausrichtung der nautischen Kameradschaften zeigt sich in der Verschmelzung von studentischem Brauchtum mit seemännischen Traditionen. So gibt es auch einige organisatorische Unterschiede zu den meisten anderen Studentenverbindungen. Zum Beispiel haben Nautische Kameradschaften in der Regel den Status eines eingetragenen Vereins (e.V.) und sind auch an Seefahrtschulen ansässig, an denen zwar Offizierspatente, aber keine akademischen Grade erworben werden können.
Nautische Kameradschaften gibt es in Deutschland an den Ausbildungsstätten in Bremen, Elsfleth, Leer und Warnemünde sowie an den ehemaligen Ausbildungsstätten in  Bremerhaven und Hamburg. Sie sind im Convent der Nautischen Kameradschaften (CNK) zusammengeschlossen.